# 烏魯班巴省

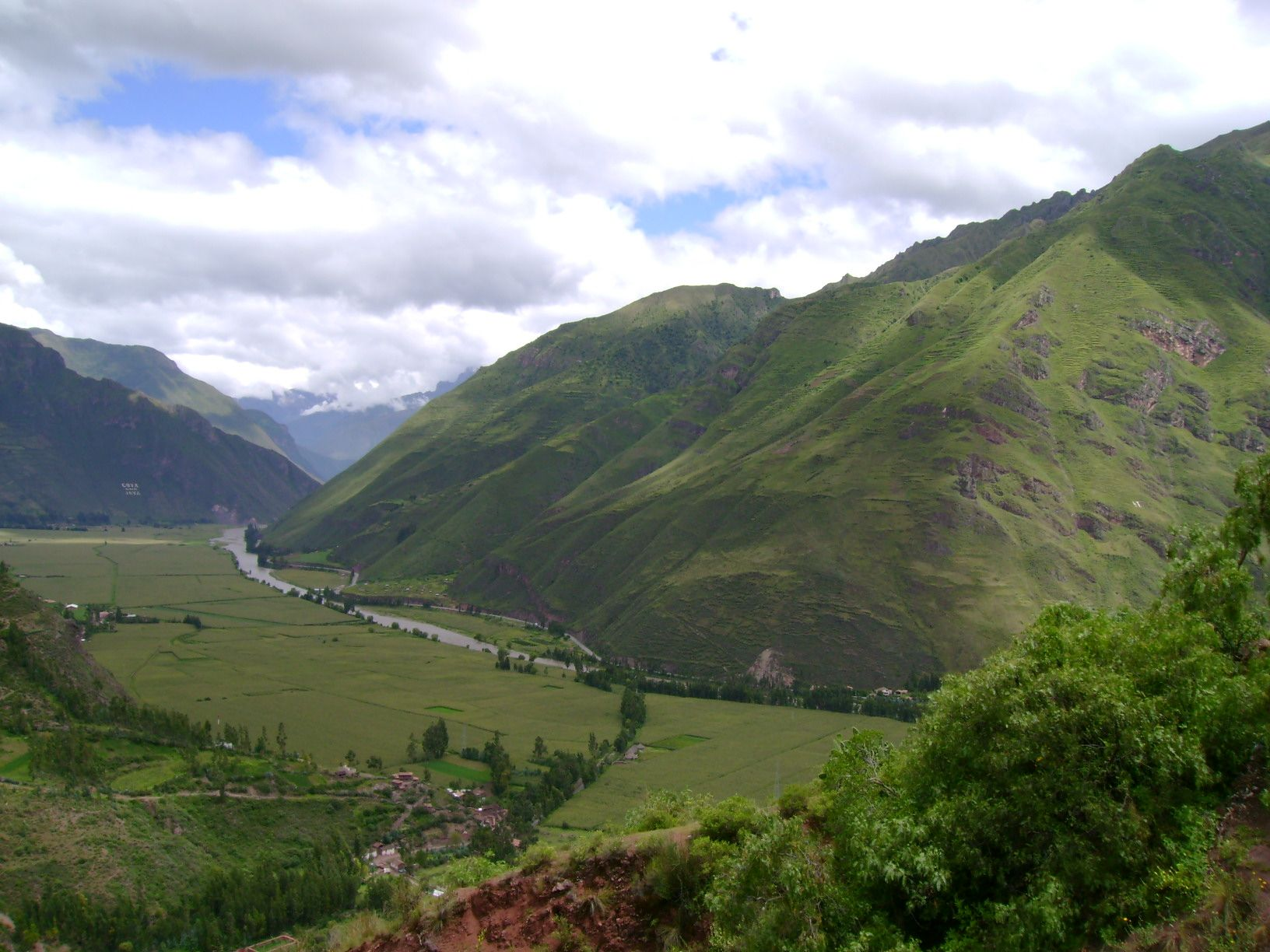

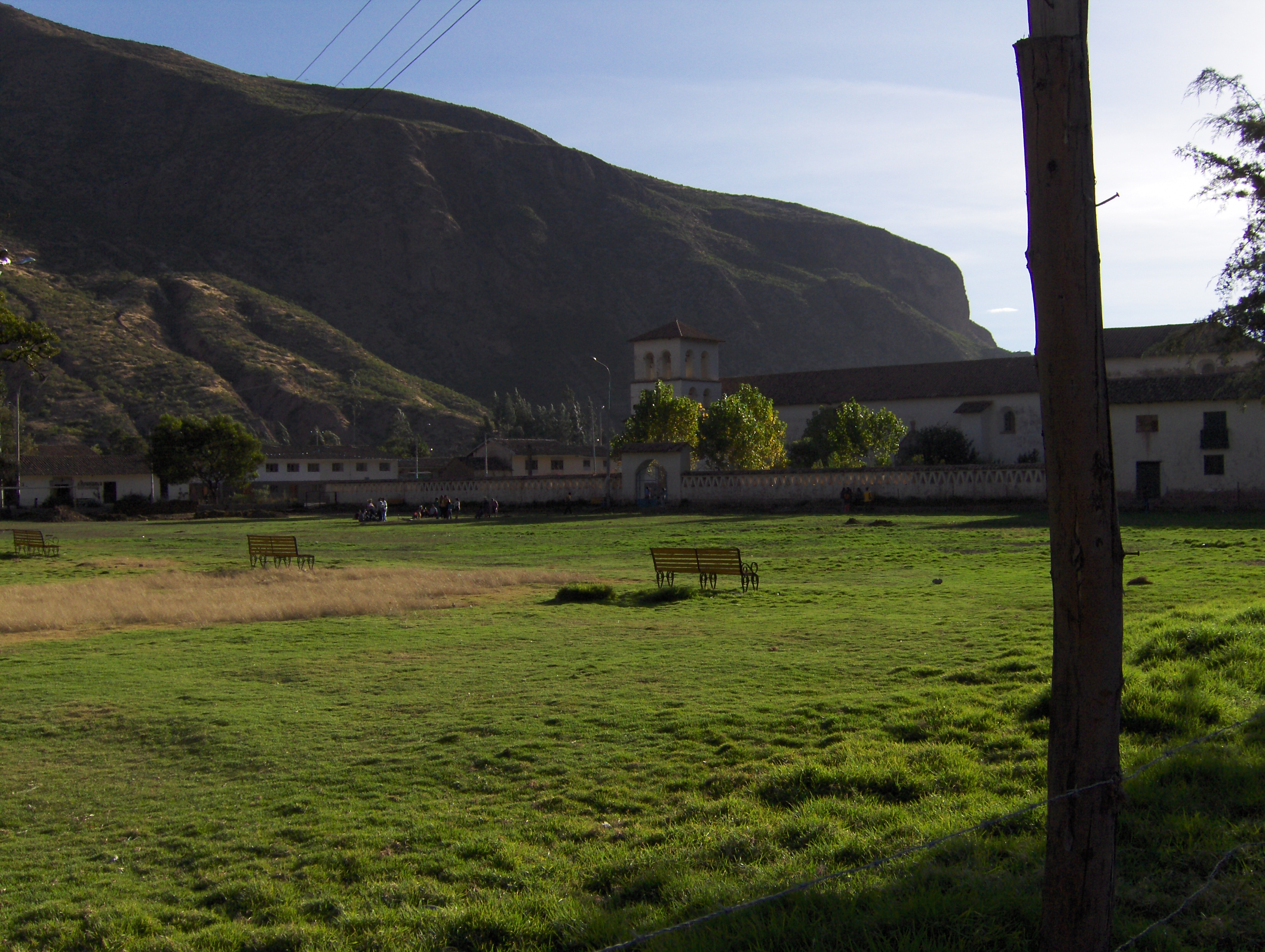
A view across one of two central parks of Yucay

烏魯班巴省（西班牙語：Provincia de Urubamba），是秘魯的省份，位於該國南部庫斯科大區，首府是烏魯班巴，始建於1825年6月21日，面積1,439平方公里，2007年人口56,685，人口密度為每平方公里39人。
13°18′37″S 72°07′12″W / 13.310334°S 72.12°W